# Анальна мастурбація

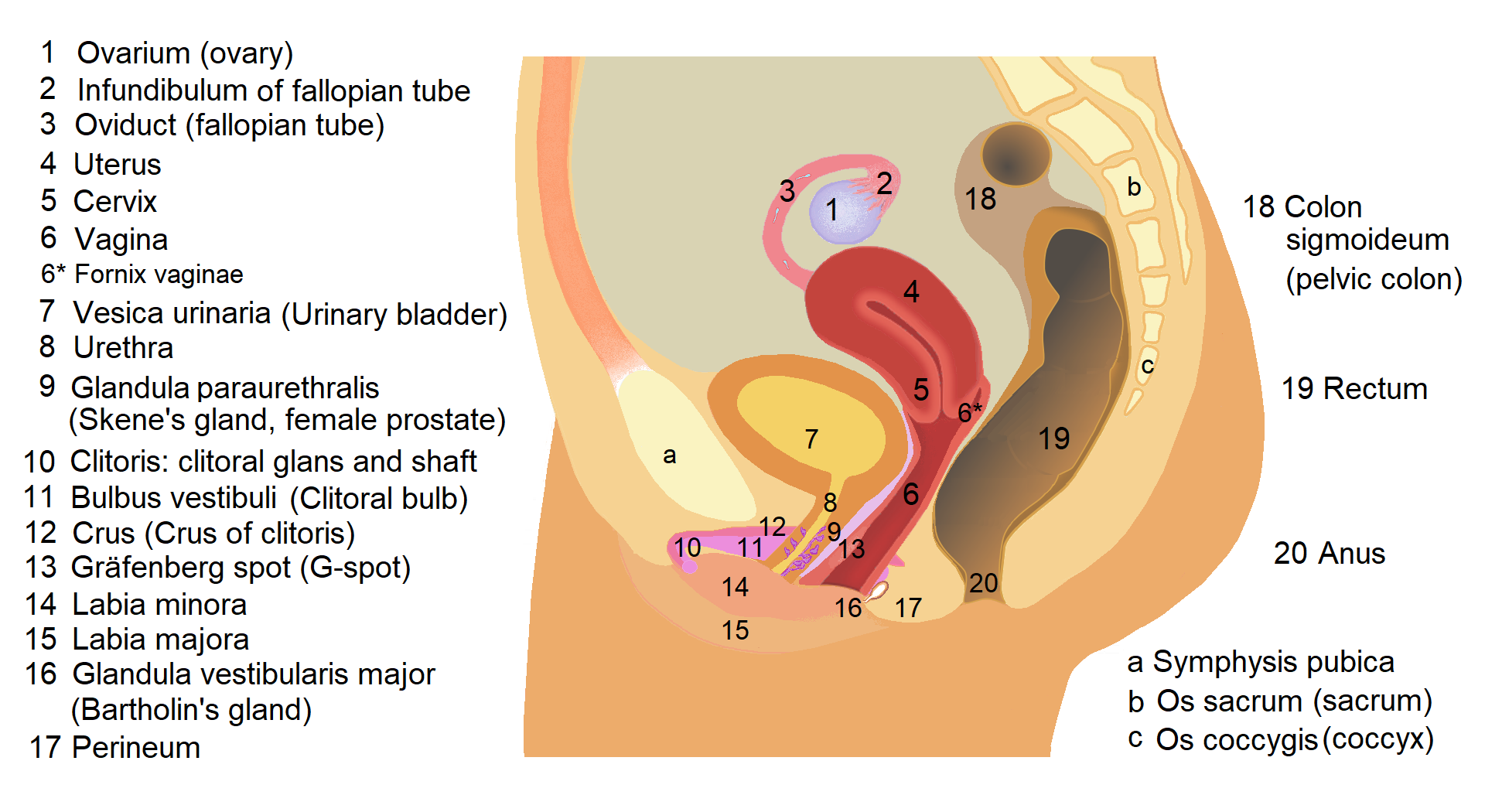
Жіночі статеві органи

Анальна мастурбація — це еротична самостимуляція заднього проходу і прямої кишки. У людей поширені методи анальної мастурбації включають ручну стимуляцію анального отвору та введення одного чи декількох предметів. Вставлені предмети можуть бути частиною тіла, як-от пальці або язик, секс-іграшками, як-от предмети фалічної форми, анальні кульки, анальні пробки, фалоімітатори, вібратори або спеціально розроблені масажери простати чи клізми.

## Методи
Задоволення можна отримати від анальної мастурбації завдяки нервовим закінченням в анальній і ректальній областях.
У чоловіків функція оргазму через геніталії частково залежить від здорового функціонування гладких м'язів, що оточують простату, і м'язів тазового дна. Анальна мастурбація може бути особливо приємною для тих, у кого функціонує простата, оскільки вона часто стимулює область, яка також містить чутливі нервові закінчення. Деякі чоловіки вважають, що якість їхнього оргазму значно покращується, якщо під час статевого акту використовувати сідничну пробку або інший предмет, що вставляється в анальний канал. Для чоловіка як сприйнятливого партнера характерно не досягати оргазму виключно завдяки анальному сексу.

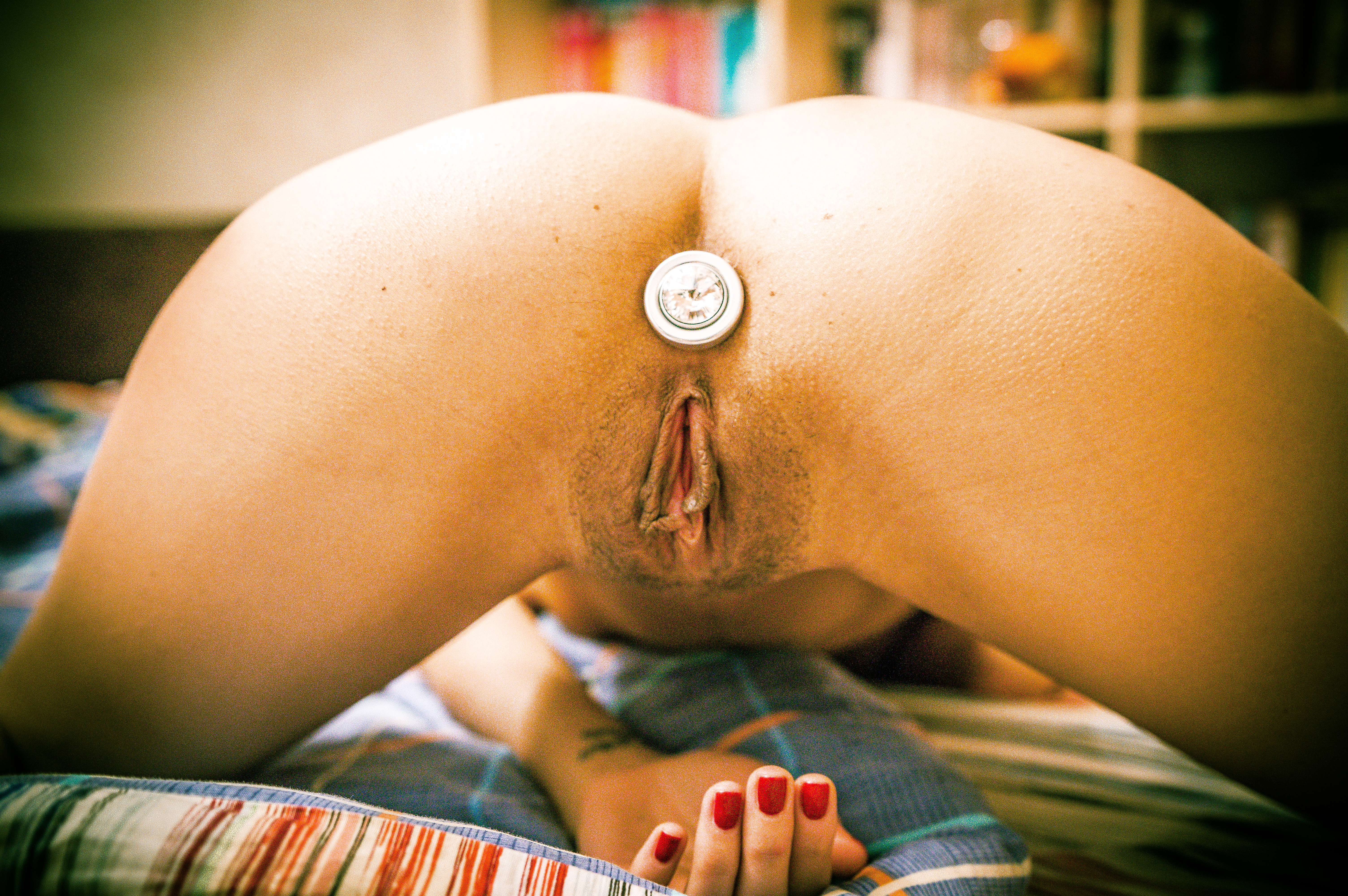
Анальна пробка у використанні жінкою

Масажер простати у використанні чоловіком

Деякі жінки також займаються анальною мастурбацією. Альфред Кінсі в «Сексуальній поведінці жінки» задокументував, що «все ще [існують] інші методи мастурбації, які регулярно або час від часу використовувалися приблизно 11 відсотками жінок у вибірці … клізми та інші анальні введення, .. . були працевлаштовані».
Клізми можуть бути використані як форма анальної мастурбації, як зазначено вище Кінсі, сексуальне збудження через клізми відоме як клісмафілія, але також, з гігієнічних міркувань, клізми або анальний душ можна приймати перед анальною мастурбацією, якщо це необхідно. Зазвичай вставлені предмети включають пробки, анальні намистини, фалоімітатори, вібратори та пальці.

## Безпека
Введення сторонніх предметів в анальний отвір не обходиться без небезпек. Небезпечні методи анальної мастурбації завдають шкоди і потенційної поїздки в травмпункт лікарні. Однак анальна мастурбація може бути проведена в більшій безпеці, гарантуючи, що кишечник спорожняється перед початком, анус і пряма кишка достатньо змащені і розслаблені на всьому протязі, а введений об'єкт не має занадто великого розміру.

### Об'єкти

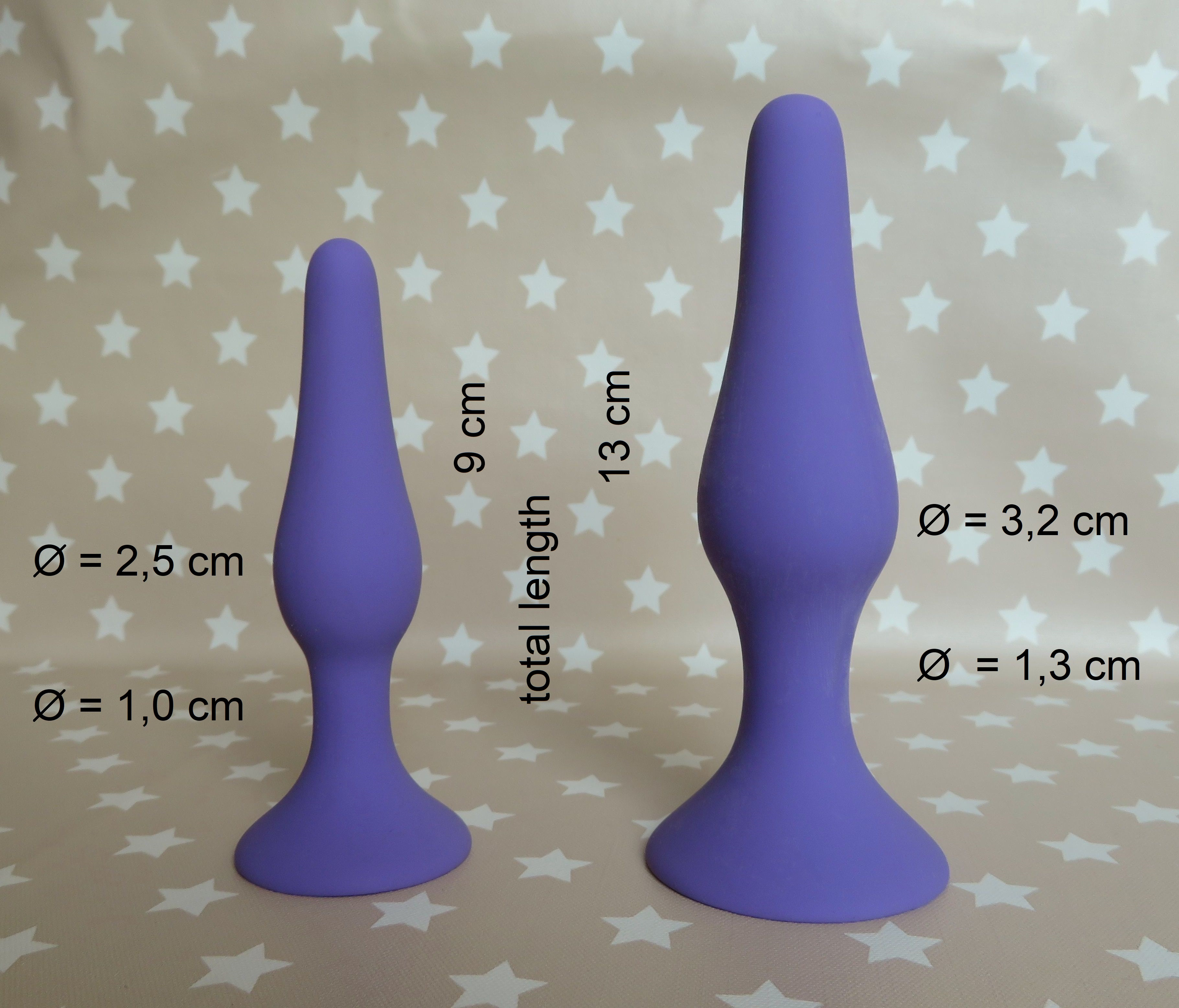
М'які силіконові анальні пробки

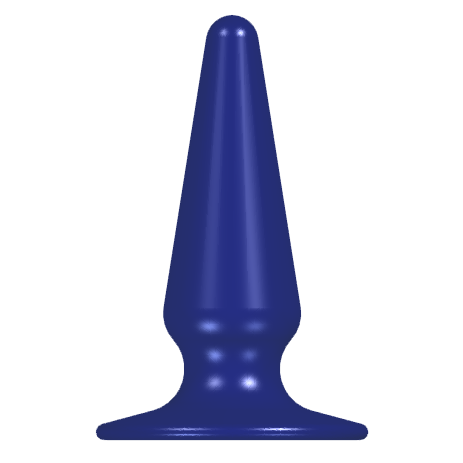
Стикові пробки часто мають розширену основу і не мають швів.

Деякі анальні стимулятори навмисно ребристі або мають хвильовий малюнок, щоб посилити задоволення і імітувати статевий акт. Стимуляція прямої кишки шорстким предметом або пальцем (з метою медичної стимуляції дефекації або з інших причин) може призвести до розриву стінки прямої кишки, особливо якщо ніготь залишився необрізаним. Овочі мають шорсткі краї та можуть містити мікроорганізми на поверхні, що може призвести до зараження, якщо їх не продезінфікувати перед використанням.

### Ризики, пов'язані з кровотечею
Незначні травми, які викликають кровотечу прямої кишки, представляють вимірюваний ризик і часто потребують лікування. Травму можна стримати припиненням анальної стимуляції при будь-яких ознаках травми, кровотечі або болю. Хоча незначна кровотеча може зупинитися сама по собі, люди з серйозними травмами, проблемами згортання крові або іншими медичними факторами можуть зіткнутися з серйозним ризиком і потребувати медичної допомоги.
Тривала або рясна кровотеча може свідчити про небезпечну для життя ситуації, так як може бути пошкоджена стінка кишечника, що призведе до внутрішньої травми порожнини очеревини і перитоніту, який може привести до летального результату. Обережне використання знарядь без гострих країв або шорстких поверхонь несе менший ризик пошкодження стінок кишечника.
Лікування тривалої або сильної кровотечі вимагатиме відвідування відділення невідкладної допомоги для сигмоїдоскопії та припікання, щоб запобігти подальшій втраті крові. Крім об'єму крові, який втрачається в прямій кишці, іншими легко спостережуваними ознаками того, що медичне втручання терміново необхідно в результаті втрати крові, є підвищена частота серцевих скорочень, загальне відчуття слабкості або слабкості, а також втрата задоволення від акту.

### Сторонні тіла прямої кишки
Стикові пробки, як правило, мають розкльошену основу, щоб запобігти повному вставці, і їх слід ретельно дезінфікувати до і після використання. Секс-іграшки, включаючи предмети для ректального введення, не слід ділити, щоб мінімізувати ризик захворювань. Такі предмети, як лампочки або що-небудь, що б'ється, наприклад, скляні або воскові свічки, не можна безпечно використовувати в анальній мастурбації, оскільки вони можуть зламатися або розбитися, викликаючи дуже небезпечні медичні ситуації.
Деякі об'єкти можуть застрягти над нижньою частиною ободової кишки і їх може бути серйозно важко видалити. Не можна допускати, щоб такі чужорідні тіла залишалися на місці. Слід звернутися за медичною допомогою, якщо об'єкт не сплив самостійно. Негайна допомога рекомендується, якщо предмет не є належною ректальною іграшкою, як заглушка або щось м'яке, наприклад, якщо він занадто твердий, занадто великий, має виступи, злегка гострі краї або якщо трапляються будь-які сліди травми (кровотеча, біль, судоми). Маленькі предмети з розмірами, подібними до малих стільців, рідше залягають, ніж середні або великі предмети, оскільки їх зазвичай можна вигнати, змушуючи випорожнитися. Завжди найбезпечніше, якщо зрозуміла частина предмета залишиться поза тілом.

## Гігієна
Біологічною функцією заднього проходу є виведення кишкових газів і калу з організму; тому під час анальної мастурбації важлива гігієна. Хтось може забажати накрити презервативом пробки або інші предмети перед вставленням, а потім викинути презерватив. Щоб звести до мінімуму потенційну передачу мікробів між сексуальними партнерами, існують практики безпечного сексу, рекомендовані медичними працівниками. Оральна або вагінальна інфекція може виникнути подібно до практики пеніса з анального отвору в рот або анілінгуса . 